# Museu d'idees i invents de Barcelona
Il MiBa, Museu d'Idees i Invents de Barcelona è il museo delle invenzioni e delle idee di Barcellona. Inaugurato dall'inventore Pep Torres nel 2011, è stato concepito per stimolare la creatività della gente di ogni genere ed età.
L'edificio utilizzato per realizzare questo museo si trova in Plaça de Sant Jaume, nel cuore del barrio gotico, in un vecchio stabile, non a caso scelto come se fosse un vecchio garage dove dar vita ad invenzioni mai viste.
Il museo è formato da quattro aree tematiche, ognuna con un suo significato.
La Societad Illimitada, contiene invenzioni di ogni genere fatte da persone che per realizzarle hanno utilizzato esclusivamente l'immaginazione.
Il Reflexionarium, tutte le invenzioni che fanno riflettere i visitatori sul senso delle cose e della vita stessa, su come una qualsiasi cosa vista da lati diversi possa risultare negativa o positiva. Il messaggio è esattamente quello di fermarsi a pensare davanti ad una qualsiasi situazione ed analizzarla da ogni punto di vista.
L'Espai Absurd, una raccolta di invenzioni senza alcuna utilità, ma che semplicemente fanno sorridere.
Il Fu-Tour, questa area è dedicata alle invenzioni del futuro, ovvero tutta una collezione di oggetti che possono più o meno rappresentare il mondo nell'anno 2300. Sono idee e invenzioni provenienti da inventori di tutto il mondo ed in particolare dal creatore stesso del Museo, Pep Torres.
Il Museo, rappresenta un vero e proprio viaggio nella mente di inventori affermati e gente comune che ha dato spazio all'immaginazione per creare questi oggetti.
Lo strano ingresso caratterizzato da un enorme periscopio, come se fossimo in un sottomarino, da dove è possibile dare uno sguardo al primo piano del museo e decidere se entrare o meno, il pavimento a vetro del primo piano che mostra il piano sottostante, il divertentissimo scivolo che permette di accedere al piano inferiore, il video sorpresa proiettato nei bagni, e tanta fantasia sono le fondamenta di questo incantevole posto, davvero unico.
Particolare attenzione è data anche ai bambini, in quanto ogni mese viene indetto un concorso per l'invenzione più bella ed inoltre sono molteplici i programmi didattici proposti per scolaresche di elementari e medie.
Altre informazioni sul museo si possono trovare sul sito ufficiale del MiBa Barcelona in lingua spagnola, oppure in italiano su altri siti a carattere turistico come vadoabarcellona.com Archiviato il 19 ottobre 2014 in Internet Archive. .
Grazie allo shop on line del MiBa è possibile acquistare alcuni dei prodotti contenuti al museo.

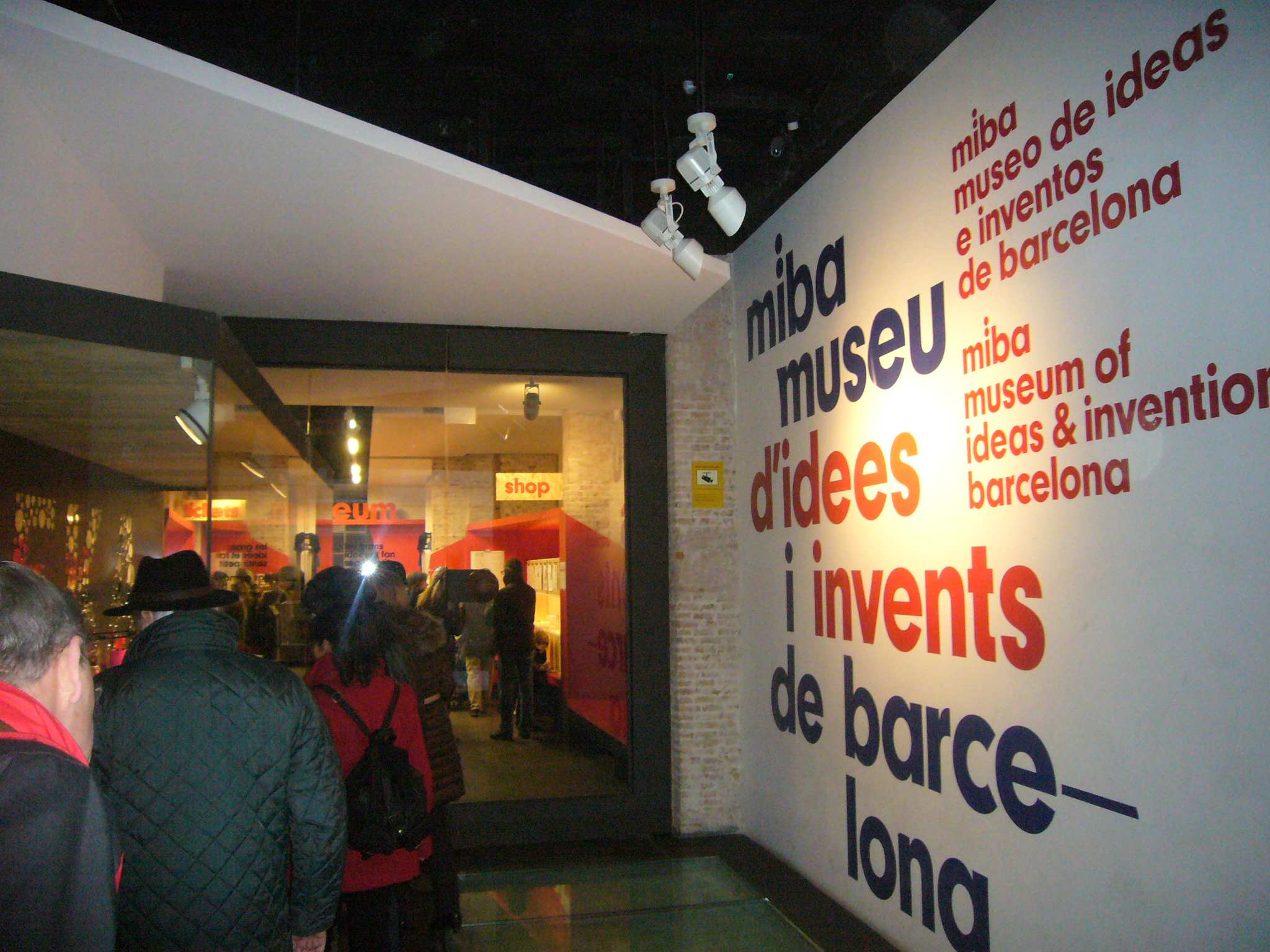